# Frösvidals herrgård

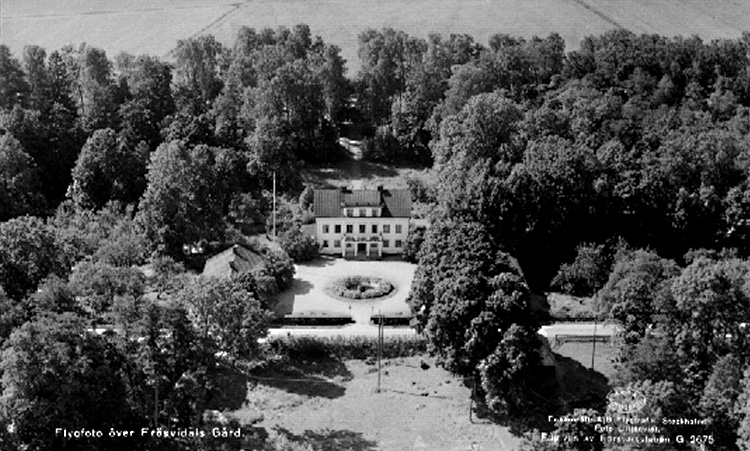
Flygfoto Frösvidal herrgård

Frösvidals herrgård är en ståndsbruksgård belägen två kilometer nordväst om sjön Tysslingens norra ände, invid Kilsbergen, i Kils socken i Örebro kommun. I anslutning till herrgården låg mellan 1663 och 1857 Frösvidals bruk.

## Historik
Frösvidal var under nästan 200 år stångjärnsbruk, från 1663 till 1857.
Huvudbyggnaden uppfördes på 1760-talet mellan två åarmar av Frösvidalsån och 250 meter nordväst det södra hammarområdet som en ståndsbostad för ägaren av Frösvidals bruk borgmästaren Gustaf Kierman. Under 1830-talet gjordes en utbyggnad och påbyggnad av huvudbyggnaden. Av de båda flygelbyggnaderna uppfördes den västra på 1760-talet medan den östra flygeln uppfördes omkring 1800. Den västra flygeln revs på grund av vanvård och ersatts med en modern byggnad i samma stil som övriga byggnader.
I samband med uppförandet av huvudbyggnaden anlades en trädgård och en park som omgav byggnaderna. En del av parken är anlagd i en 
engelsk parkstil. Redan på 1700-talet anlades Frösvidals handelsträdgård och på 1930-talet var handelsträdgården 17 tunnland stor med en egen park, växthus och drivbänkar. Till de växter som har sitt ursprung från Frösvidals trägård räknar man en daglilja Hemerocallis fulva. Dessutom finns det en äppelsort som förknippas med gården men äpplet har bara namnet gemensamt med Frösvidals herrgård då de ursprungliga ympkvistarna kommer från Algustorp i Närke. Namnet Frösvidal kommer av den fornnordiska guden Frö och vi, som betyder "helig plats" eller "offerplats". Flertalet av ekonomibyggnaderna uppfördes under 1700-talet med viss nybyggnation under 1900-talet. Förutom jord och skogsbruk fanns det en kvarn, en såg och en kraftstation på det gamla bruksområdet. Större delen av skogen såldes 1903 till Örebro pappersbruks AB. Gården omfattar på 2000-talet 612 hektar varav 313 hektar är skog. En av gårdens huvudprodukter är odling och försäljning av färdigodlad gräsmatta som säljs i rullar. Varje år produceras cirka 250 000 kvadratmeter färdig gräsmatta. Gräsodlingen omfattar omkring 60 hektar; dessutom finns det stall, ridhus och ridområden, hagar för kor samt jaktmarker och vandringsstigar. Nedanför herrgården ligger en ravin där Frösvidalsån löper i meandrar. Där finns vacker natur med ett rikt växt- och djurliv.

## Fornlämningar
I anslutning till herrgården finns två hytt- och järnhanteringsplatser omkring 250 meter väster om huvudbyggnaden. Det går inte att avgöra vid vilken av dessa det första bruket anlades 1663.
- Norra hammarområdet som är omkring 40x10 meter stort klassas som en fornlämning och består av en hammargrund samt slaggförekomst av hammarslagg. Dessutom har det legat ett tröskverk på samma plats enligt häradsekonomiska kartan från åren 1864-1867.

- Södra hammarområde som är omkring 90x80 meter stort klassas som en fornlämning och består av en trolig hammargrund, en grund efter ett kolhus, en husgrund samt slaggförekomst. Byggnaden är med på 1818 års karta. På 1860-talet låg en såg på platsen.

- Dessutom finns det två dammvallar i området som båda klassas som fornlämningar[8][9]

- Omkring en kilometer väster om huvudbyggnaden vid Bäckhammar finns lämningar av en såg, kvarn och en hammare som alla hörde till Frösvidals bruk.

## Ägarelängd

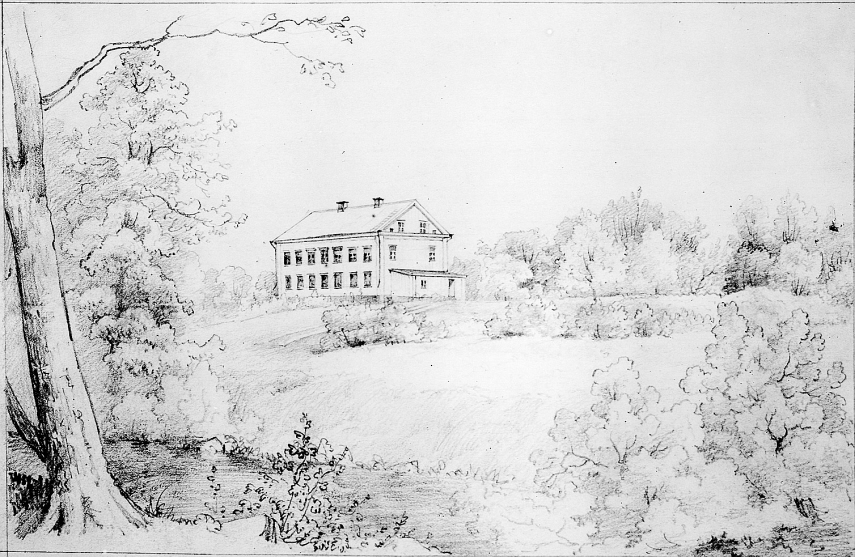
Frösvidal herrgård penntecknig av Michael Gustaf Anckarsvärd

På 1550-talet tillhörde det genom arv kungafamiljen och den första kände privata ägaren till egendomen är Claes Horn som 1621 sålde den till Gustaf Leijonhufvud och 1658 tillträdde landshövding Abraham Leijonhufvud som ägare han ombildade bondgården till ett säteri. När han avled 1676 drev hans sterbhus egendomen tills sonen korpral Nils Christer Leijonhufvud övertog ägandeskapet 1685. Av okänd anledning utarrenderade han gården till Olof Månsson och Johan Olofsson Norijn (1651–1695) under 1694, vilket kan ha samband med att han degraderades till menig hösten 1693. Egendomen återgick efter arrendetiden till Abraham Leijonhufvuds arvingar 1695 och ett år senare såldes den till överkommissarie Johan Norijn. När han avled 1725 tog sonen assessor Johan Wilhelm Nordenfeldt, gift med Anna Catharina Dahl, över verksamheten. Borgmästare Gustaf Kierman övertog egendomen 1763 och det är troligen han som låtit uppföra den nuvarande huvudbyggnaden. När han avled 1776 drev dödsboet egendomen fram till 1798 då brukspatron Carl Gustaf af Geijerstam köpte bruket och herrgården. Vid hans död 1806 övergick ägandet till änkan Christina von Hofsten och den omyndige sonen Gustaf Emanuel af Geijerstam. Änkan drev egendomen fram till 1838 då sonen Gustaf Emanuel tog över och han sålde bruket vidare till Selim Heijkenskjöld 1868. Hans tid vid Frösvidal blev kort; redan 1869 tog bruksägare Johan Diedrichs på Österhammar säteri i Fellingsbro socken över men han avled kort därefter, så änkan Hedda Hedin och sonen Gustaf Diedrichs övertog gården och drev den fram till 1901 då godsägaren Efraim Odell köpte egendomen.